# Gran Premio San Giuseppe 2011
Il Gran Premio San Giuseppe 2011, cinquantunesima edizione della corsa e valida come evento dell'UCI Europe Tour 2011 categoria 1.2, si svolse il 20 marzo 2011 su un percorso di 167 km. Fu vinta dall'italiano Enrico Battaglin che giunse al traguardo con il tempo di 4h24'05", alla media di 37,94 km/h.
Al traguardo 66 ciclisti portarono a termine il percorso.

## Ordine d'arrivo (Top 10)
| Pos. | Corridore         | Squadra          | Tempo    |
| ---- | ----------------- | ---------------- | -------- |
| 1    | Enrico Battaglin  | Zalf-Désirée     | 4h24'05" |
| 2    | Massimo D`Elpidio | Monturano-Civit. | s.t.     |
| 3    | Alfio Locatelli   | Palazzago        | s.t.     |
| 4    | Michele Foppoli   | Delio Gallina    | s.t.     |
| 5    | Julián Arredondo  | Pref. Foresi     | s.t.     |
| 6    | Ettore Carlini    | Farnese Vini     | s.t.     |
| 7    | Paolo Colonna     | Team Idea        | a 5"     |
| 8    | Alberto Nardin    | Brunero-Camel    | s.t.     |
| 9    | Anatoliy Kashtan  | Cerone Rafi      | s.t.     |
| 10   | Stefano Locatelli | Team Colpack     | s.t.     |